# (12197) Jan-Otto
(12197) Jan-Otto est un astéroïde de la ceinture principale.

## Description
(12197) Jan-Otto est un astéroïde de la ceinture principale. Il fut découvert le 16 mars 1980 à La Silla par Claes-Ingvar Lagerkvist. Il présente une orbite caractérisée par un demi-grand axe de 2,56 UA, une excentricité de 0,19 et une inclinaison de 5,3° par rapport à l'écliptique.

## Compléments